# 安万世
安 万世（朝鮮語: 안만세）は、高麗の文官であり、朝鮮氏族の太原安氏の始祖である。中国太原出身。
中国元で判書を務めたいたが、恭愍王に降嫁した魯国公主の師父として高麗に入国し、礼部尚書を務めた。